# حالت ندایی
حالت ندایی یا حالت آیی (انگلیسی: Vocative case)، در زبان‌شناسی حالتی دستوری است که در آن اسم یا گروه اسمی منادا قرار می‌گیرد. 

## در زبان فارسی
در فارسی پسوند «ا (آ کشیده)» واژه را به حالت ندایی می‌اندازد: «دلا، یارا، حافظا و ...»؛ سعدی شاعر ایرانی در شعر معروف خود، نام خود را در حالت ندایی بعنوان امضا آورده است:
«سعدیا» مرد نکونام نمیرد هرگز‎
در زبان عامیانۀ فارسی این حالت ندایی تقریباً کاربرد ندارد و معمولاً واژه به همان شکل نهادی، البته با تغییر آهنگ، بیان می‌شود.
البته فارسی دارای حرف اضافۀ «ای» بعنوان حرف ندا نیز هست که پیش از اسم ممکن است استفاده شود. همچنین حرف اضافۀ «یا» که منشاء عربی دارد در کلام پارسیان مانند حرف اضافۀ «ای» استفاده می‌شود.

## در زبان آسی
زبان آسی، زبانی‌ست که حالت ندایی را از دست داده است و تنها از حالت نهادی استفاده می‌کند. پسوند حالت ندایی در این زبان پسوند «ай (آی)» بوده است. اما هنوز سه واژه در این زبان وجود دارد که این پسوند حالت ندایی را برای خود نگه‌داشته‌اند: «лæг (مرد، شوهر)»، «ус (همسر، زن)» و «чызг (دختر)». برای نمونه: 
«азар-ма, чызгай!» (آواز بخوان، دخترا/ای‌دختر)